# Andrena lijiangensis
Andrena lijiangensis är en biart som beskrevs av Wu 1992. Andrena lijiangensis ingår i släktet sandbin, och familjen grävbin. Inga underarter finns listade i Catalogue of Life.